# Дангубе!
Дангубе! је српска телевизијска серија снимљена 2005. године. Сценарио је написао Милорад Милинковић који је и режирао.

## Радња
Радња серије се одвија у једном београдском кафићу где се окупљају потпуно различити ликови. Кафић воде два човека која нису успешни у том послу, због тога што сваки од њих има своје циљеве и своју животну причу.

## Списак епизода
| Епизода | Назив епизоде            | Премијерно емитовање |
| ------- | ------------------------ | -------------------- |
| 1       | Отварање                 | 7. март 2005.        |
| 2       | Дерби                    | 14. март 2005.       |
| 3       | Фискализација            | 21. март 2005.       |
| 4       | Дуг је најгори друг      | 28. март 2005.       |
| 5       | Кумо, изгоре ти коса     | 4. април 2005.       |
| 6       | Секс, лажи и видео траке | 11. април 2005.      |
| 7       | Кафана на крају пута     | 18. април 2005.      |
| 8       | Глиша и Цица             | 25. април 2005.      |
| 9       | Трач                     | 2. мај 2005.         |
| 10      | Немица                   | 9. мај 2005.         |

## Улоге
| Глумац               | Улога      |
| -------------------- | ---------- |
| Слободан Нинковић    | Сале       |
| Катарина Радивојевић | Цица       |
| Љубинка Кларић       | Весна      |
| Срђан Милетић        | Сима       |
| Миленко Заблаћански  | Ђоле       |
| Дејан Матић          | Киза       |
| Милорад Мандић       | Миле       |
| Зорана Бећић         | новинарка  |
| Бојан Ивковић        | електричар |
| Богдан Глоговац      |            |
| Соња Петровић        |            |
| Маја Рапајић         |            |
| Саша Ристић          | Жика       |
| Владан Савић         | Божа Микић |